# Hueytlalpan (kommun)
Hueytlalpan är en kommun i Mexiko.   Den ligger i delstaten Puebla, i den sydöstra delen av landet, 170 km öster om huvudstaden Mexico City.
Följande samhällen finns i Hueytlalpan:
- Hueytlalpan
- Zitlala
- El Crucero
- La Cruz de Chaca
- Skansipi
- La Tranca
- La Palma
- Chililix
- El Arenal